# Гавриш, Даниил
Даниил Гавриш (1899, Семикозовка, Российская империя; — не ранее 1925, Беловодск, Союз Советских Социалистических Республик) — повстанческий атаман, анархо-махновец, один из крупнейший атаманов Луганщины, действовал в Старобельском уезде.

## Биография
Даниил родился в конце девятнадцатого столетия в украинской семье, в селе Семикозовка, Старобельского уезда, Харьковской губернии в крестьянской семье .
Во время революции 1917 присоединился к красногвардейскому отряду. Потом покинул его и создал свой отряд из жителей деревни Семикозовки, на сходе повстанцев его избрали Семикозким атаманом.
В 1920 году Даниил командовал крупным махновским повстанческим отрядом в Донбассе и в Старобельском уезде. В 1920 году с атаманам наладил связь и сотрудничал председатель Семикозкого сельсовета Сергей Семикоз. В начале 1921 года в отряде Гавриша было уже 500 чел.
30 января 1921 года Гавриш вместе с Саенко, Колесниковым захватил Беловодск, повстанцы уничтожили органы советской власти зарубили милиционеров Николая Билокура, Григория Головина и Василия Молотка, разграбили казначейство и разгромили библиотеку. Затем на «Базарной площади» Гавриш вместе с другими атаманами провели «разъяснительный митинг».
В марте 1921 года на отряд Гавриша возле Семикозовки напал 1-й Туркестанский интернациональный полк, Данило Гавриш укрылся с остатками отряда в лесных урочищах «Алексинского кута».
В 1921 году атаман потерпев несколько поражений от красных. В сентябре в Беловодск прибыл зам. председателя Старобельского ВРК Владимир Кравцов, который через объездчика Прохора Чумака связался с «атаманом» Данилой Гавришем и уговорил его сдаться. По просьбе чекистов написал обращение к повстанцам с призывом сдаваться, под влиянием воззвания Г. сдались многие махновцы в Старобельском у.
Гавриш был амнистирован и даже назначен зам. начальника милиции. В ноябре 1924 г. газета «Красный пахарь» сообщала, что в Беловодске «задержана банда (14 человек) вместе с главарём (бывшем атаманом) Гаврышем, на счету которой 9 вооруженных ограблений». В 1920-х гг. жил в Старобельском у., крестьянин. Гавриша судили, после отбытия наказания он вернулся в Беловодск, где скоропостижно скончался.